# Суховоля (Золочівський район)
Сухово́ля — село в Україні, у Бродівській міській громаді Золочівського району Львівської області. Село було центром Суховільської сільської ради, якій підпорядковано села Бучина, Салашка. Населення становить 998 осіб.

## Географія
Суховоля розташована в східній частині Золочівського району, обабіч автошляху Червоноград — Броди — Тернопіль. Відстань до обласного центру становить 106 км, що проходить автошляхом обласного значення; до центру громади становить 9 км, що проходить автошляхом місцевого значення. Відстань до найближчої залізничної станції Броди становить 10 км. На півдні межує з околицями сіл Гаї Старобрідські та Гаї-Дітковецькі, на сході — з с. Бучина, на південному сході — з с. Накваша, на півдні — з с. Черниця, на заході — з с. Боратин та Салашка

### Водойми
Село розташоване на берегах річки Суховілки (басейн річки Стир).

### Флора, фауна
Природна рослинність околиць села Суховоля збереглася дуже мало, здебільшого на горбах і в заплаві річки Суховілки. Рослинність зазнала помітного впливу людини. Найпоширеніша лісова рослинність. Біля Суховолі збереглося декілька лісових масивів Запуст, Забуда, Черницький ліс. Раніше ліси тут були більш поширені. Про це навіть свідчать назви Соснина, Бучина, Березина. Найбільш поширені дубові, дубово–букові і ялинові ліси. Крім дубів, буків і ялини в нас ростуть граби, сосни, берези, вільхи і інші. В лісах багато кущів (ліщина, малина, горобина, шипшина та ін.), грибів (білі гриби, маслюки, підпеньки, лисички, сироїжки і інші) серед траволистих ландшафтів панівне місце належить лукам. В Суховолі поширені заплавні луки в долині річки Суховілки. Луки представлені злаковими рослинами (костриця, стоколос, тимофіївка, тонконіг, конюшина, подорожник та ін.).
Тваринний світ різноманітний. З птахів поширені дятел, дрізд, лелеки. Біля осель гніздяться ворони, сороки, граки, сови, зозулі, ластівки, горобці, синиці, жайворонки. Серед ссавців найбільш поширені землерийки, кроти, білки, зайці. Серед інших ссавців є лисиці, козулі, дикі свині, вовки. Повсюди є миші, полівки, щурі. Серед земноводних і плазунів поширені ропухи, різні види жаб, трапляється ящірка прудка.

### Заповідники, заказники
Ботанічний заказник місцевого значення «Макітра», розташований в межах Золочівського району між селами Суховоля і Бучина. Заказник був створений у 1931 році та нині входить до складу Національного природного парку «Північне Поділля».

### Урочища
Біля, Долина, Дробилка, Кар'єр, Каськові рови, Лисі ями, Мазайки.

## Населення
За даними всеукраїнського перепису населення 2001 року у селі мешкало 1192 особи.
Мова
Розподіл населення за рідною мовою за даними перепису 2001 року був наступним:
| українська | 1189 | 99,76 |
| російська  | 1    | 0,08  |
| білоруська | 1    | 0,08  |
| польська   | 1    | 0,08  |

## Історія
Перша писемна згадка про село Суховоля датується 1511 роком. 
За легендою, першими поселенцями були кріпаки, які втікали в ліси від своїх панів. Вони дали назву поселенню Суховоля, тому що річка, яка текла через цю територію, пересихала. Люди були вільними, але не було води. Тому поселення назвали Суха Воля, з часом назва трансформувалася в Суховоля. Завдяки своєму розташуванню, на межі Малого Полісся та Подільської височини тут проходила одна з важливих міжетнічних контактних зон. Досліджуваний район став своєрідною зоною стику носіїв різних археологічних культур, територією, де під впливом взаємоконтактів різноетнічної людності формувалися характерні риси матеріальної та духовної культури місцевого населення. Археологічні роботи проводилися і в нашому селі. В географічному відношенні — це територія верхів`я річки Суховілки. В процесі досліджень було виявлено декілька поселень висоцької культури, розкопано ряд житлових та господарських об’єктів цього періоду, зібрано велику колекцію кераміки, знарядь праці тощо. Також було відкрито старожитності інших періодів, зокрема поселення вельбарської і черняхівської культур (перша половина I тис. н.е.), луки–райковецької культури (VIII — X століть) та Київської Русі (XI — XIII століть).
Поселення  Висоцької культури було знайдено на північно–східному боці невеликого пагорба — лівого берега річки Суховілки. Однак з огляду на невеликі розміри пам’ятки, а також тонкий культурний шар, припускається, що це був невеликий хутірець. Найпоширенішим типом житла була напівземлянка з вогнищами на самій долівці та однією або кількома  господарськими ямами, таке поселення було знайдено в урочищі «Лисі ями». Господарські ями були  невеликих розмірів або круглої форми, також ями могли знаходитися безпосередньо біля житла. До іншого типу господарських споруд відносили  наземні будівлі типу комор та загонів худоби, таке поселення було розташоване на правому березі річки Суховілки.
Для характеристики матеріальної культури Висоцьких племен Вороняцького горбогір'я важливою є кераміка. Вона більшості виготовлена ліпним способом із глини з домішками шамоту, піску, іноді жорстви. Це різної величини горщики, корчаги та миски  великих розмірів. Найбільшу кількість  кераміки було виявлено у «Лисих ямах». Проте столова кераміка нечисленна. Важливе значення для характеристики матеріальної культури Висоцького населення Вороняцького горбогір’я мають знаряддя праці. Поширеними знахідками поселень Висоцької культури є вироби з кістки. Оригінальною  знахідкою Висоцької культури є  знахідка фрагмента скляної намистини, що є досить рідкісною знахідкою. Таким чином територія Вороняцького кряжу є важливим джерелом наукової інформації.
Раніше територія села була лісистою, про що свідчать назви Березина, Соснина, Бучина, Лісок та інші. На так званій «березині» господарі мали великі сади, що приносили великі прибутки. 
1745 року під патронатом власника Бродівського ключа, київського воєводи, краківського каштеляна, великого коронного гетьмана Юзефа Потоцького у Суховолі був споруджений храм Різдва Пресвятої Богородиці.
У 1880 році сільській гміні належало 196 будинків, де мешкало 1317 осіб, а також 8 будинків на присілку, де мешкало 33 особи. Щодо розподілу за віросповіданням — 1099 греко-католиків, 207 римо-католиків та 44 юдеї, а за національною ознакою — 1288 русинів (українців), 24 поляки та 36 німців. Римо-католицька парафія знаходилася у Бродах, греко-католицька парафія — в селі при церкві Різдва Пресвятої Богородиці та належала до Бродівського деканату.
На початку XX століття в селі була збудована нова дерев'яна церква. Після першої світової війни, ще за панської Польщі, багато  поляків оселилися в Суховолі та й околицях, особливо на Заліссі. На Паньківчанах, наприкінці 1920-х — початку 1930-х років, було збудовано костел. В селі була своя п'ятирічна школа, цегельня та молочарня. Також в селі була одна хата–читальня. Своєї медичної служби село не мало, тому до приїжджали приватні лікарі з Бродів. Послуги лікарів надто дорого коштували хворому і тому в селі дитяча смертність була великою.
У серпні 1920 року в Суховолю увійшли підрозділи Першої кінної армії. В селі було організовано тимчасовий надзвичайний орган Радянської влади — сільський ревком, представники якого були зосереджені на перерозподілі землі, проте землю вже встигли поділити, коли село було зайняте польськими військами. 
Від 1920 року й до вересня 1939 року в селі був великий фільварок, власниками якого були поляки Бараз та Погорілець. У їхній власності були найкращі землі та ліс. 
У 1930-х роках стараннями брідського осередку «Просвіти» в селі відкрився дитячий садок. Першої керівничкою дитячої установи була сестра Галини Столяр — Лідія Лугова
Після «золотого вересня» 1939 року всіх поляків було виселено з Суховолі та околиць до Польщі. Тоді ж в селі для охорони майна та громадського порядку було організовано підрозділи народної міліції. Пізніше була створена Суховільська сільська рада, головою якої став В. Гуляйгродський. Виконком сільської ради був підпорядкований власному комітету. 
У березні 1941 року в селі було організовано колгосп «Комуніст», до якого було залучено 150 сімей.
Почалася німецько-радянська війна, на п'ятий день якої, 27 червня 1941 року в село вступили німецькі окупаційні війська. В перші дні їх перебування в Каськових ровах та за Запустом (лісом) було розстріляно декілька єврейських сімей. Під час німецької окупації на каторжні роботи до Німеччини було вивезено 20 місцевих мешканців. 
Навіть у ті трагічні часи окупації в селі не припинялося культурне життя, діяли драматичні гуртки, ставили вистави, концерти. Проте в січні 1944 року гестапо заарештувало найактивніших сільських активістів — членів «Просвіти» І. Павлишина, І. Булишина, І. Купчинського, П. Пасічника, що назад, до села, так і не повернулися. 
23 березня 1944 року в село вступили підрозділи радянської армії. Найзапекліші бої велися на околиці Суховолі біля Мазайки та Лисих ям і тривали до середини липня. З другим приходом Совітів, 211 чоловіків було мобілізовано до Червоної армії, які пізніше брали участь у визволенні Прибалтики, Пруссії, Польщі, Чехословаччини. Багато з них не повернулися до рідної домівки, 42 сім'ям прийшли похоронки.
Більше ніж 40 суховільців у 1940-х — 1950-х роках брали участь у підпільній та партизанській боротьбі проти радянського режиму. Серед них були й офіцери Української Повстанської Армії, зокрема, Федір  Юрчук–«Горліс», а Стефанія Гутник-«Береза» до 1946 року була станичним керівником жіночої мережі ОУН. Близько 30 осіб загинуло. В повоєнні роки багато учасників національно-визвольних змагань було заарештовано, а їхні сім’ї вивезено до таборів в Сибіру та Казахстані.
Важким було повоєнне життя. Село було понівечене бомбами і снарядами, зрите траншеями та окопами. Більше тридцяти будинків спалено або поруйновано. 
У 1948 році в селі створено перший фельдшерсько-акушерський пункт, що містився у звичайній селянській хаті, а 1960 року медпункт «переїхав» до новозбудованого приміщення.
У 1949 році відновлено колгосп «Комуніст». У селян забрали коней, посівний матеріал, інвентар. На хуторі Соснина було організовано тракторну бригаду Підкамінської МТС, у якої було два трактори (КДП, ДТ45), два комбайни, сівалки. У 1956 році колгосп очолив Мамалигін, у 1958 році його на цьому відповідальному посту змінив І. К. Зінченко, у 1959 року головою колгоспу обрано І. Д. Костюкова, а за чотири роки, у 1963 році його змінив О. Г. Деркач, який багато зробив для села. За його головування були споруджені будинок культури, цегельний завод, дорогу з твердим покриттям. У 1971 році укрупнення (об'єднання) колгоспів та новостворений колгосп «Прогрес» очолив В. В. Щербина. У 1988 році, постановою Ради Міністрів УРСР, колгосп «Прогрес» увійшов до складу агропромислового комбінату «Броди». У часи незалежної України колгосп було реорганізовано та на його базі створено ТзОВ «Прогрес», яке очолив І. К. Пастущак.
Вже за незалежної України, у 1993—2003 роках, на пожертви пастви парафії села споруджена нова греко-католицька церква і 3 листопада 2003 року посвячена на честь святого Миколая.
День села відзначається 16 липня.

### У вирі національно-визвольної боротьби
Наприкінці жовтня 1949 року до Суховолі прибула група більшовиків чисельністю 50 осіб, які закватерували там. За легендою, то прибулий підрозділ прибув сюди для розмінування території поблизу села Боратин. Як виявилось пізніше, це було лише маскуванням. В ніч з 14 на 15 жовтня 1949 року згадані вояки обложили хутір біля села Суховоля, на який прийшло шість повстанців за харчами і продажу боєприпасів. Коли повстанці зайшли до одного з будинків, аби узяти харчі, у той час розпочалася стрілянина. Внаслідок подальшої стрілянини, з оточення вийшло лише двох повстанців («Заяць» і «Ромко»), а четверо полягло («Горліс», «Горох», «Летун» і «Степовий»).
12 червня 2020 року, відповідно до розпорядження Кабінету Міністрів України № 718-р «Про визначення адміністративних центрів та затвердження територій територіальних громад Львівської області», село увійшло до складу Бродівської міської громади.
19 липня 2020 року, в результаті адміністративно-територіальної реформи та ліквідації Бродівського району, село увійшло до складу новоствореного Золочівського району.

## Освіта
У селі працює одна школа — Суховільська середня загальноосвітня школа I-III ступенів акредитації, де на даний час працює 28 вчителів та навчається 161 учень. В селі також працює Суховільський дошкільний навчальний заклад, яким керує Чиж М. В.

### Шкільна освіта
Ще за часів Австро-Угорщини у Суховолі була хата-читальня, де селяни та їх діти мали можливість ознайомитися з українськими книжками, почерпнути деякі необхідні знання.
За панської Польщі, від 1865 року в селі існувала школа з руською (українською) мовою викладання, але з часом того старого приміщення стало замало (через наплив учнів, асиміляції русинського населення), тому було вирішено виділити ще одне приміщення. З першого по п’ятий клас дітей навчало подружжя Тучанська і Ліндер. Всі предмети викладалися польською мовою, лише один раз на тиждень проводились уроки руської (української) мови.
У 1940 році в селі було відкрито семирічну школу і діти селян отримали можливість навчатися рідною мовою. Директором школи тоді був О. Н. Беззубенко. У школі працювало 8 вчителів, направлених зі східних областей України. Першачків навчала вчителька Поліна Кочера.
Навчання було перерване з початком війни у 1941 році і вже після визволення села у 1944 році відновилися заняття в 1–4 класах. Директором школи у той нелегкий час був В. В. Курдидик, який працював на цій посаді до зими 1946 року.
У 1946 році до села по направленню на роботу приїхала група випускників Уманського учительського інституту. Це були вчителька історії В. І. Супрун, вчитель російської мови Л. Г. Чемерис, вчитель початкових класів Н. В. Ніколаєнко, вчителі О. М. Квач, Л. А. Кисіль.
У повоєнні роки в організації навчального процесу були великі труднощі — не вистачало парт, не було підручників, зошитів, чорнила, наочності, палива. Проте поступово навчання налагоджувалося. Взимку 1946 року з лав армії демобілізувався капітан М. О. Колесник, який був призначений директором школи і працював на цій посаді до вересня 1948 року.
У 1948 році директором школи призначили Погорецьку Г. Д. і в цей же час (у серпні 1948 року) з Бродівського педагогічного училища у школу були направлені вчителька математики О. С. Грицайків і вчителька початкових класів І. А. Баран. За два роки директором школи призначають О. М. Квач. У 1951 році Суховільську семирічну школу закінчило 18 учнів, 1952 року — 20 учнів, 1953 року — 23 учні.
Навчальний процес проходив у трьох різних приміщеннях. Тому директор школи і вчителі вимагали будівництва нової школи. У серпні 1953 році спорудження нової школи було завершене, а День знань 1953 року учні зустріли вже в новому приміщенні. Того ж 1953 року в селі було відкрито середню школу. 
Першим директором Суховільської середньої школи була О. М. Квач, а в жовтні 1953 ро5ку її на цій посаді змінила Л. М. Приймак. У 1963—1970 роках керівництво школою було довірено С. О. Яремчуку, 1970—1979 роках — З. М. Павлюк, 1979—1995 роках — Н. В. Домашівець, а від 2005 року посаду директора школи займає М. В. Романич. За натхненну працю директору школи Н. В. Домашівець було присвоєно звання «Відмінник народної освіти».
У 1994 році школа відзначила свій ювілей — 40-ліття першого випуску. За 52 роки існування Суховільська середня школа випустила 2000 учнів. Приблизно 250 випускників школи здобули вищу освіту. Так, Чижу Євгену Івановичу присуджено науковий ступінь кандидата технічних наук, а Лящуку Богдану Федоровичу — науковий ступінь кандидата географічних наук.
За останніх 10 років для учнів суховільської школи відкрилися двері новозбудованого спортзалу та переобладнаного комп'ютерного класу.
У школі діють хоровий, танцювальний та драматичний гуртки. З приходом до школи у 1958 році Булишина Євгена Броніславовича особливо активізувалася робота драматичного гуртка. Його учасниками було поставлено за весь цей час понад 100 вистав. Нині у школі працює драматичний гурток «Світочі твої, Україно», керує ним С. Я. Бліщ. Костецька І. С. тривалий час була  керівником танцювального гуртка. Пізніше  його керівником були Ольхова В. І., Кулинець В. О. Хоровим гуртком керував Проказюк Я. П., Бутирська К. Т., Батенчук М. М., Капуста П. М., Добрянський В. М.
У 1959 році при Суховільській школі було створено духовий оркестр, тематика виступів якого була дуже різноманітною. Традиції, закладені із початків створення оркестру, збереглися і до наших днів.

## Інфраструктура
Починаючи від 1990-х років на території села швидкими темпами почав розвиватися бізнес. Сьогодні більшість мешканців Суховолі займаються підприємницькою діяльністю в селі та поза його межами.
Найбільшими підприємницькими структурами в Суховолі є виробник будівельних матеріалів ТзОВ «Мільйонер»; сільськогосподарські підприємства — ФГ «КК-Агро», СФГ «Черницький лан», ПП «Агрофірма "Янтар"»; підприємства або особи, що займаються роздрібною торгівлею споживчої кооперації — Кооперативне роздрібно-торговельне підприємство «Товтри», Госпрозрахункове торгове підприємство «Суховілка» Бродівської райспоживспілки, а також надають інформативні послуги — ТзОВ «Ікс плюс». 
В Суховолі діє сільська лікарська амбулаторія загальної практики сімейної медицини.
Через Суховолю курсують рейсові автобуси до Підкаменя.

## Пам'ятки

### Церква святого Миколая
Перша згадка про церкву у Суховолі датується 1745 роком, хоча зі спогадів старожилів села, відомо, що на північному виході з храму, було вмонтовано фрагмент старішої каплиці (церкви). Тоді, 1745 року, під патронатом власника Бродівського ключа, великого коронного гетьмана Юзефа Потоцького в селі був споруджений однокупольний дерев'яний храм Різдва Пресвятої Богородиці. Парохом було призначено о. Онексимена. Тоді ж було створено й пробство, землі якого знаходилися поблизу цвинтаря і з часом отримали назву Патини. На той час Суховільська парафія належала Луцькій унійній єпархії.
Після першого поділу Речі Посполитої 1772 року покращилося життя русинів: селян, міщан, духовенства. Змінилося й ставлення держави до уніатів, урівняно права та привілеї уніатського та католицького духовенства. До 1782 року парафії сіл Станіславчик, Берлин, Язлівчик, Дітківці, Старі Броди, Малі Фільварки, Великі Фільварки, Гаї Старобрідські, Суховоля, Накваша та Підкамінь належали до Лешнівського намісництва, у 1782-1843 роках Гаї-Брідські, Суховоля та Накваша — Підкамінського намісництва, а від 1843 року Гаї-Брідські та Суховоля — до Брідського намісництва.
На той час в храмі щонайменше три рази робився ремонт, зокрема, була замінена очеретяна покрівля на ґонтову. Від 1835 року храм перебував під патронатом тодішнього власника Бродівського ключа Яна Казимира Молодецького, а парохом був о. Петро Якимович. 1872 року парохом став о. Степанчин, за якого відбувся ще один ремонт покрівлі храму, тоді старі ґонти були замінені на водостійкі, просякнуті й переварені у спеціальних сумішах дерев'яні пластини — так звані «чешки».
1885 року цісар Франц Йосиф І видав указ про шкільництво, за яким дякам наказувалося проводити навчання сільських дітей основам граматики та лічби, а парохам — викладати «Закон Божий» у школах. Тоді, як у Суховолі, так й у інших селах Галичини коштом громади почали будувати парафіяльні школи.
У 1886—1887 роках на лівому березі Суховілки почався формуватися центр села і тому пробство було перенесено туди з правого берегу річки, ближче до новозбудованої парафіяльної школи. Будівля школи споруджена наприкінці XIX століття була розібрана у 1960-х роках.
Основним видом діяльності греко-католицького духовенства наприкінці XIX—початку XX століття стала боротьба проти пияцтва у сільському середовищі. Створювалися товариства тверезості, а для більш дієвого впливу особливо залежні давали присягу на Євангелії, що більше не будуть вживати оковиту. Прийняті заходи давали свої результати. Іншою проблемою було поширення ідей москвофільства. У Суховолі трапилася ситуація, коли парохом місцевої церкви став москвофіл о. Мирон Лонкевич і щоби виправити ситуацію, на парафію було призначено молодого священика о. Михайла Олексишина.
З приходом на парафію о. Михайло заснував відділення райфайзенки або як їх називали в Галичині — позичкову «касу Стефчика», де парафіяни під невисокий відсоток могли позичати гроші. Згодом о. Михайло став ініціатором будівництва приміщення нової плебанії. Нова плебанія споруджувалася на краю пагорбу, а згодом до неї долучили й частину громадської долини і відтоді цю частину села почали називати Ксьондзова долина. Основні будівельні та оздоблювальні роботи у 1905—1909 роках були виконані бродівськими майстрами. На той час плебанія була першим цегляним будинком у селі. Приміщення старої дерев'яної плебанії було передане громаді Суховолі і використовувалося як сільська управа, а на початку першої світової війни згоріло.
У 1920-х роках о. Михайло придбав велику простору хату, де вже по смерті своєї дружини, у 1928 роках відкрив читальню «Просвіти», а 1929 році й сам парох спочив у Бозі. Від 1933 році парохом місцевої церкви став о. Теодор Столяр.
Греко-католицька громада Суховолі була у підпіллі від 1946 року. Старші люди розповідають, що збиралися на молитву в неділі і свята в помешканні родини Ярослава Крука, бо храм в час війни був зруйнований. Священик о. Столяр переховувався від переслідувань радянської влади, а богослужіння проводив настоятель храму села Черниця. У 1946 році представники партійного керівництва району повідомили, що дозволить відбудувати та відкрити церкву в приміщенні плебанії, але за умови, що громада села добровільно перейде на православ'я. Саме тому церква Різдва Пресвятої Богородиці стала православною. Від 1981 року на парафії служив о. Богдан Рибак. 18 січня 1992 року після Служби Божої о. Богдан мав проповідь про те, що з давніх-давен церква у с. Суховоля була греко-католицька, і зараз час усією громадою відновити прадідівську віру. Всі парафіяни погодилися з такою думкою священика і від того часу в Суховільському храмі не було ні конфліктів, ні суперечок. Громада повернулася до віри батьків.
У 1993 році церковна громада Суховолі вирішила будувати нову церкву і 23 травня того ж року було освячено камінь на місці будівництва майбутнього храму. Громада доклала багато зусиль, було зібрано чимало коштів, пожертв і 3 листопада 2003 року з ласки Божої і благословення Правлячого Архиєрея Сокальсько-Жовківського кир Михаїла Колтуна храм святого Миколая був освячений. Парафія храму належить до Підкамінського деканату Сокальсько-Жовкіської єпархії Української Греко-Католицької церкви.
5 серпня 2018 року відбулося посвячення Хресної дороги.

### Меморіали, пам'ятники
- Пам'ятник радянським військовим, загиблим під час німецько-радянської війни. Згідно закону України «Про засудження комуністичного та націонал-соціалістичного (нацистського) тоталітарних режимів в Україні та заборону пропаганди їхньої символіки» був демонтований у 2023 році.

## Відомі люди
- Лящук Богдан Федорович — доктор географічних наук.
- Рип'янський Василь Григорович — к.т.н.
- Романич Василь (1949-2014) — вчитель, краєзнавець, автор ряду краєзнавчих статей.
- Семчук Іван, Марія, Юлія —  праведники народів світу[25].
- Галина Столяр — діячка ОУН, учасниця Процесу 59-ти.
- Чиж Євген Іванович — к.т.н.

## Галерея

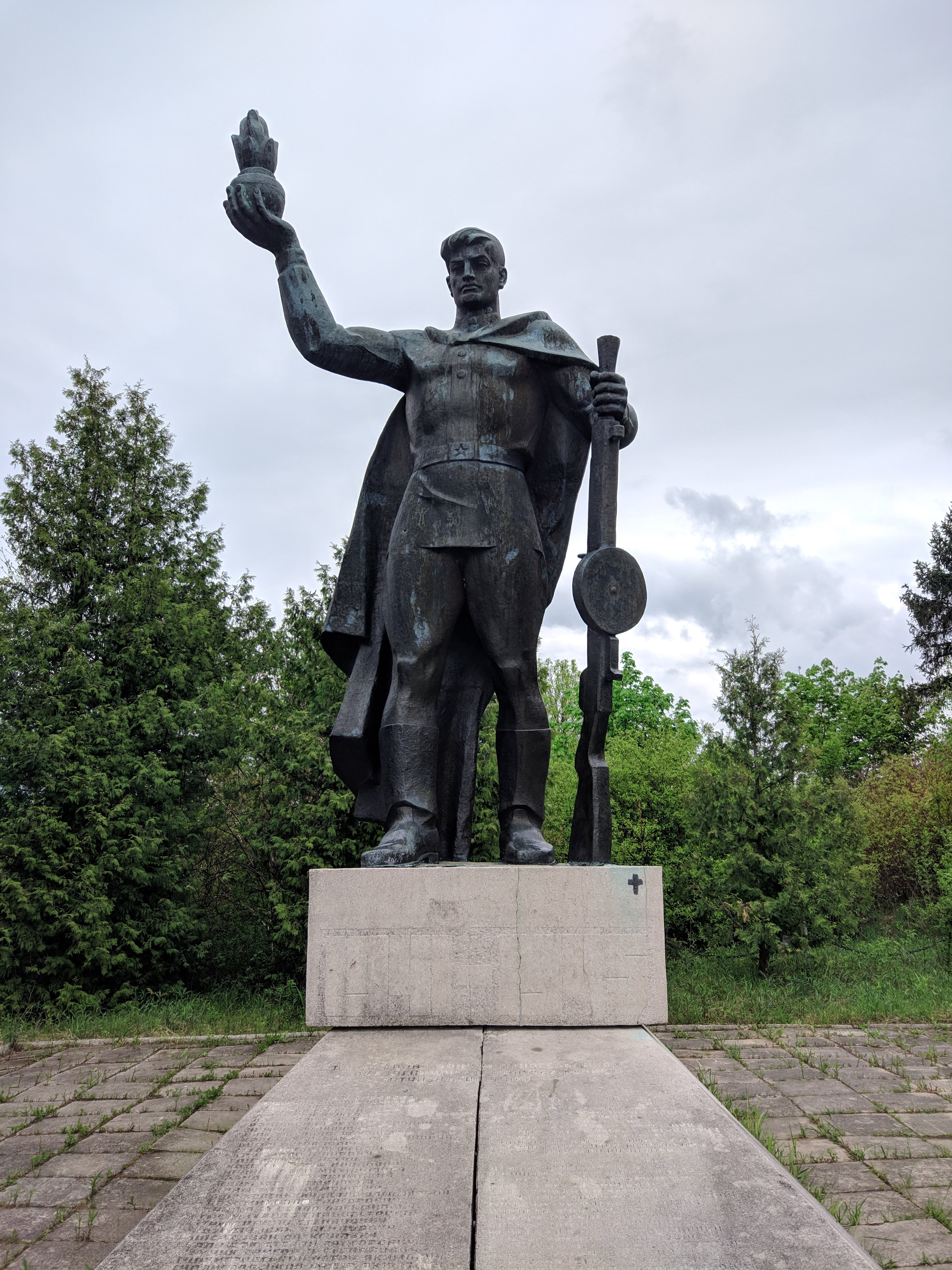
Пам'ятник радянським військовим, загиблим під час німецько-радянської війни
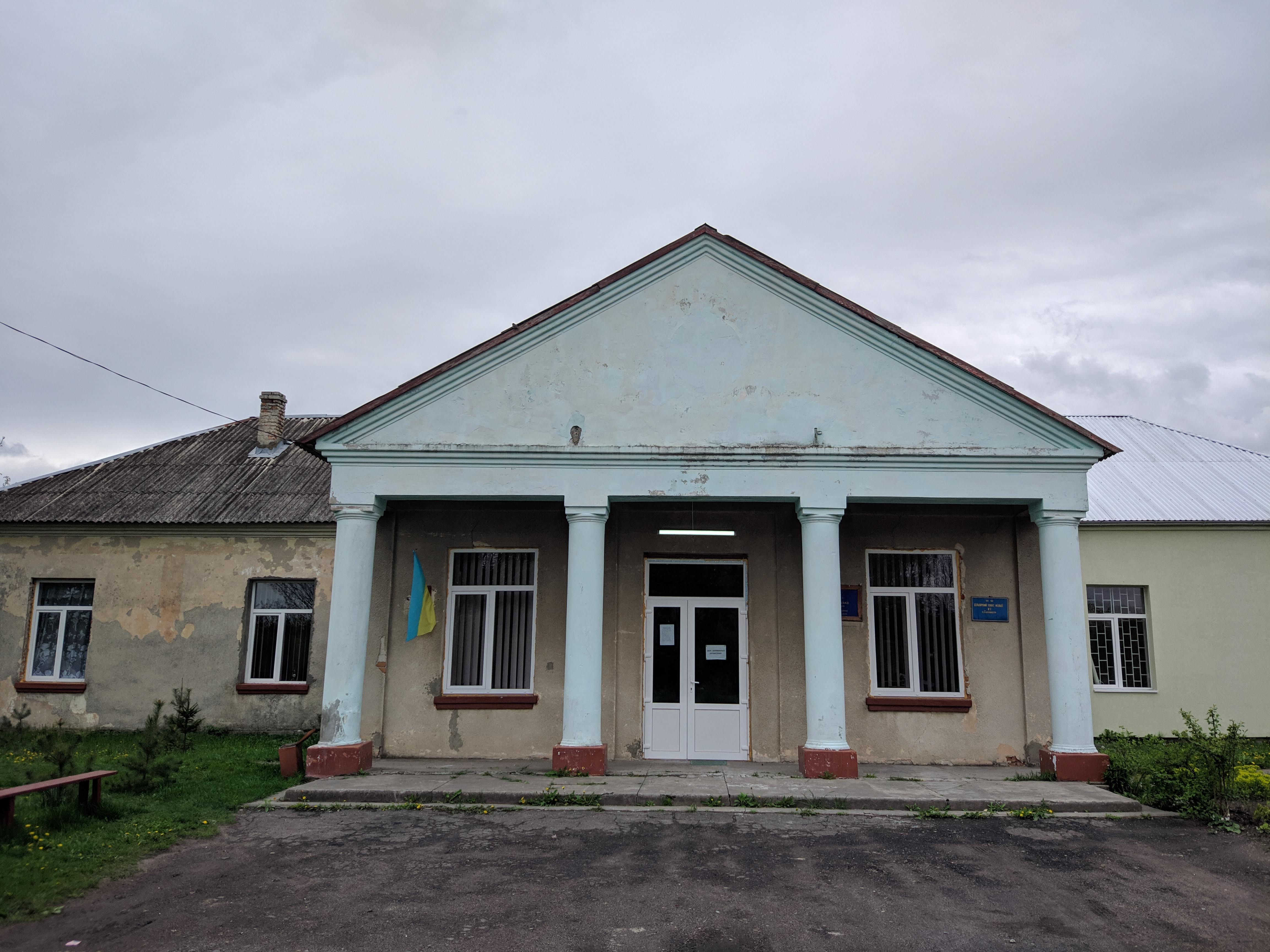
Будівля колишньої сільської ради
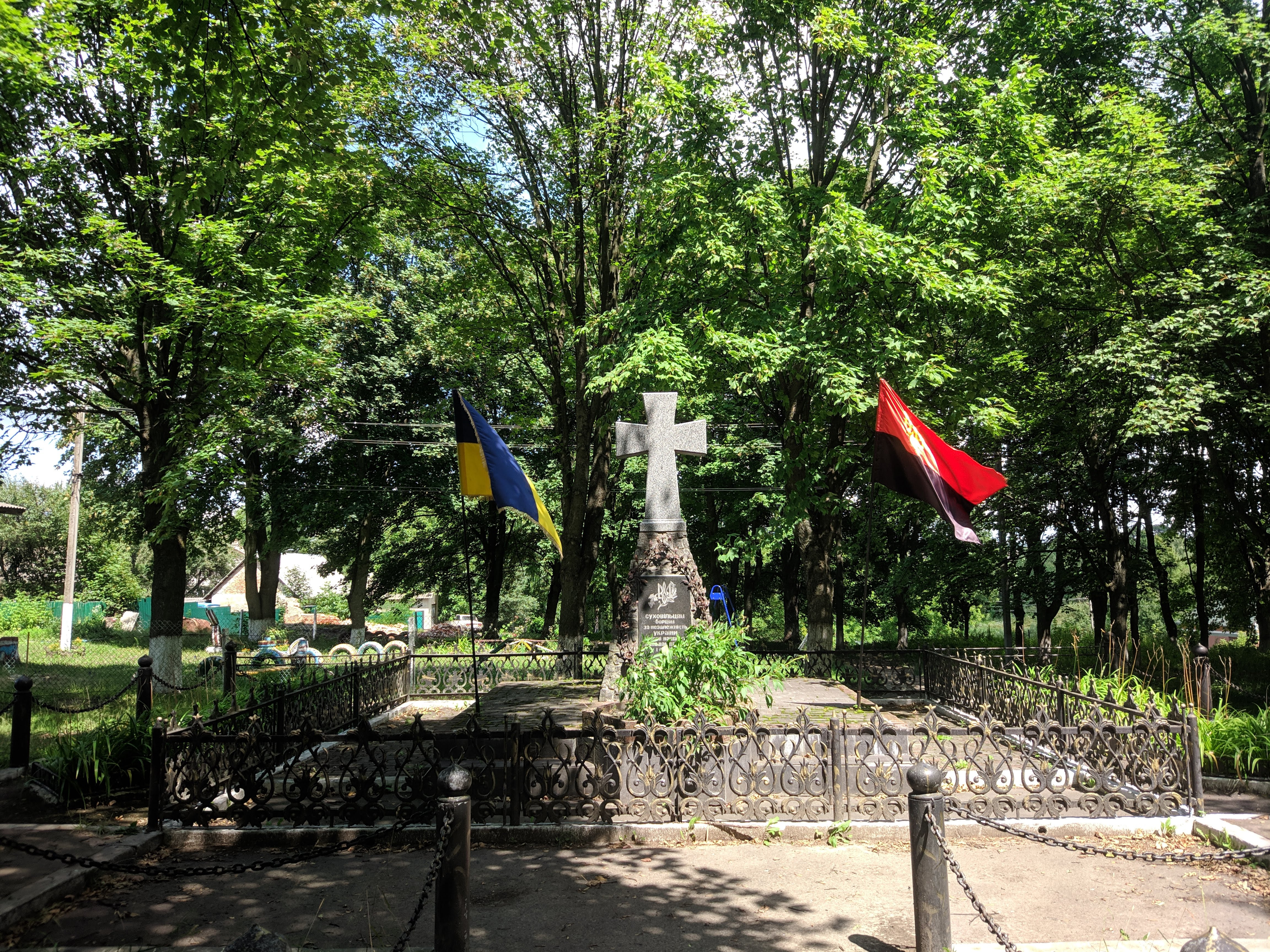
Пам'ятник Борцям за волю України